# Zweite syrische Übergangsregierung
Die zweite syrische Übergangsregierung (arabisch الحكومة الانتقالية السورية الثانية, DMG al-Ḥukūma al-Intiqāliyya as-Sūriyya aṯ-Ṯāniya) ist der aktuelle Ministerrat von Syrien, der am 29. März 2025 gebildet wurde. Er trat die Nachfolge der ersten syrischen Übergangsregierung an, die vom ehemaligen Premierminister Mohammed al-Baschir geleitet wurde.
Diese Regierung wurde vom syrischen Präsidenten Ahmed al-Scharaa bei einer Zeremonie im Präsidentenpalast in Damaskus vorgestellt, bei der die neuen Minister vereidigt wurden und Reden über ihre Aufgaben hielten. Es wurden zwei neue Ministerien gebildet: das Ministerium für Jugend und Sport und das Ministerium für Notfall- und Katastrophenmanagement. Das bisherige Amt des Premierministers wurde abgeschafft.

## Hintergrund
Die Rebellenoffensive in Syrien im Jahr 2024, die den Codenamen „Abschreckung der Aggression“ trug, wurde von Hai'at Tahrir asch-Scham angeführt und von verbündeten, von der Türkei unterstützten Gruppen der Syrischen Nationalen Armee unterstützt. Diese Offensive führte Ende 2024 zum raschen Sturz des Assad-Regimes und beendeten die fünf Jahrzehnte währende Herrschaft der Assad-Familie, die 1971 mit der Machtübernahme durch Hafiz al-Assad nach einem Staatsstreich unter der Baath-Partei begonnen hatte.
Die Regierung setzte Ende März 2025 die Übergangsverfassung Syriens von 2025 um. Diese vorläufige Verfassung wurde am 13. März 2025 von Ahmed al-Scharaa ratifiziert und legt das Grundgesetz Syriens für eine fünfjährige Übergangszeit von 2025 bis 2030 fest. Die Übergangsverfassung sieht ein Präsidialsystem vor, bei dem die Exekutivgewalt in den Händen des Präsidenten liegt, der die Minister ernennt, wobei das bisherige Amt des Premierministers entfiel.

## Regierungsbildung
Die Regierung wurde bei einer Zeremonie im Präsidentenpalast in Damaskus bekannt gegeben, bei der die 23 neu ernannten Minister vereidigt wurden und Reden hielten, in denen sie ihre künftigen Aufgaben vorstellten. Dabei wurden zwei neue Ministerien gebildet: das Ministerium für Jugend und Sport und das Ministerium für Notfall- und Katastrophenmanagement.
Neun Minister zählen als Mitglieder von Hai'at Tahrir asch-Scham zu Vertrauten des Präsidenten. Vier der neuen Minister gehören einer Minderheit an: Yaarub Bader, ein Alawit, Amdschad Badr, ein Druse, Hind Kabawat, eine Christin und Mohammed Abdul Rahman Turko, ein Kurde. Unter den Ministern befinden sich auch Persönlichkeiten aus verschiedenen Gruppen der ehemaligen syrischen Opposition: Mohammed Abu al-Chair Schukri war während des Bürgerkriegs Mitglied der Syrischen Nationalen Koalition, Raed al-Saleh war Direktor der White Helmets und Hind Kabawat stellvertretende Leiterin der syrischen Verhandlungskommission in Genf.

### Geplante Reformen
Al-Scharaa nannte als Ziel der neuen Regierung „einen neuen Staat“ auf der Grundlage von „Verantwortung und Transparenz“ aufzubauen. Weiterhin erklärte er, man werde den Energiesektor reformieren, um Nachhaltigkeit und eine 24-stündige Stromversorgung zu gewährleisten, die Landwirte bei der Sicherung der Nahrungsmittelproduktion unterstützen, die Industrie wiederbeleben, nationale Erzeugnisse schützen, Investitionen einwerben, die Wirtschaft stabilisieren, die syrische Währung stärken und Finanzmanipulationen verhindern.

## Mitglieder
| Amt                                                    | Inhaber                       | Antritt       | Partei                     |
| ------------------------------------------------------ | ----------------------------- | ------------- | -------------------------- |
| Innenminister                                          | Anas Khattab                  | 29. März 2025 | Haiʾat Tahrir asch-Scham   |
| Minister für Verteidigung                              | Murhaf Abu Qasra              | 29. März 2025 | Haiʾat Tahrir asch-Scham   |
| Außenminister                                          | Asaad al-Shaibani             | 29. März 2025 | Haiʾat Tahrir asch-Scham   |
| Justizminister                                         | Madhhar al-Wais               | 29. März 2025 | Haiʾat Tahrir asch-Scham   |
| Minister für religiöse Stiftungen                      | Mohammed Abu al-Chair Schukri | 29. März 2025 | Syrische Nationalkoalition |
| Minister für Hochschulwesen                            | Marwan al-Halabi              | 29. März 2025 | Parteilos                  |
| Ministerin für Soziales und Arbeit                     | Hind Kabawat                  | 29. März 2025 | Parteilos                  |
| Minister für Energie                                   | Mohammed al-Baschir           | 29. März 2025 | Haiʾat Tahrir asch-Scham   |
| Minister für Finanzen                                  | Mohammed Yusr Barniyeh        | 29. März 2025 | Parteilos                  |
| Minister für Wirtschaft und Außenhandel                | Nidal al-Shaar                | 29. März 2025 | Parteilos                  |
| Minister für Gesundheit                                | Musaab Nazzal al-Ali          | 29. März 2025 | Parteilos                  |
| Minister für örtliche Verwaltung und Umwelt            | Mohammed Anjrani              | 29. März 202  | Haiʾat Tahrir asch-Scham   |
| Minister für Notfall- und Katastrophenmanagement       | Raed al-Saleh                 | 29. März 202  | Parteilos                  |
| Minister für Kommunikation und Informationstechnologie | Abdul Salam Heikal            | 29. März 2025 | Parteilos                  |
| Minister für Landwirtschaft und Agrarreform            | Amdschad Badr                 | 29. März 2025 | Parteilos                  |
| Minister für Bildung                                   | Mohammed Abdul Rahman Turko   | 29. März 2025 | Parteilos                  |
| Minister für Öffentliche Werke und Bauten              | Mustafa Abdul Razzaq          | 29. März 2025 | Haiʾat Tahrir asch-Scham   |
| Minister für Kultur                                    | Mohammed Saleh                | 29. März 2025 | Parteilos                  |
| Minister für Jugend und Sport                          | Mohammed Sameh Hamedh         | 29. März 2025 | Haiʾat Tahrir asch-Scham   |
| Minister für Tourismus                                 | Mazen al-Salhani              | 29. März 2025 | Parteilos                  |
| Minister für Verwaltung und Entwicklung                | Mohammad Skaf                 | 29. März 2025 | Haiʾat Tahrir asch-Scham   |
| Minister für Verkehrswesen                             | Yaarub Bader                  | 29. März 2025 | Parteilos                  |
| Minister für Information                               | Hamza al-Mustafa              | 29. März 2025 | Parteilos                  |

## Reaktionen
Als eine der ersten Regierungen gratulierte Saudi-Arabien der neuen syrischen Regierung und bekräftigte sein Ziel, mit der Übergangsregierung „in einer Weise zusammenzuarbeiten, die die brüderlichen und historischen Beziehungen zwischen den beiden Ländern verkörpert und die Beziehungen in allen Bereichen stärkt“.
Die Demokratische Autonome Verwaltung von Nord- und Ostsyrien erklärte jedoch, dass sie sich nicht an die Beschlüsse der zweiten syrischen Übergangsregierung halten werde, da diese es einer einzigen Fraktion ermögliche, die Kontrolle zu behalten, was nicht die Vielfalt Syriens repräsentiere.
Kritische syrische Beobachter und westliche Beobachter warnten, dass abzuwarten bleibe, wie sich die informellen Machtstrukturen in Zukunft auswirken werden. Die Übergangsverfassung räume dem Präsidenten zudem erhebliche Befugnisse ein.